# Lincomicina
A lincomicina é um antibiótico lincosamida que vem do actinomiceto Streptomyces lincolnensis. Um composto relacionado, a clindamicina, é derivado da lincomicina usando cloreto de tionila para substituir o grupo 7-hidroxi por um átomo de cloro com inversão da quiralidade. Foi lançado para uso médico em setembro de 1964.

## Espectro de susceptibilidade
A lincomicina é um antibiótico de espectro estreito com actividade contra bactérias gram-positivas e sem parede celular, incluindo espécies patogénicas de Streptococcus, Staphylococcus e Mycoplasma. A lincomicina é usada para tratar infecções bacterianas graves em pacientes que não podem usar antibióticos penicilina. A lincomicina demonstra uma actividade fraca contra a maioria das bactérias gram-negativas.